# Сульфонамідини
Сульфонамідини (англ. sulfonamidines) — застарілий термін, відхилений IUPAC через неоднозначність при вживанні як для RS(=O)(=NH)NH2 (сульфонімідамід), так і для RS(=NH)NH2 (сульфондіімідамід).